# Nali
Nali è il primo album in studio della cantautrice italiana Annalisa, pubblicato il 4 marzo 2011 dalla Warner Music Italy.

## Descrizione
L'album presenta nove brani, tutti prodotti da Dado Parisini ad esclusione di Solo, prodotto da Nicolò Fragile nonché unico brano composto interamente da Annalisa. Alcuni dei brani contenuti nell'album erano stati presentati in precedenza dalla cantante durante il serale della decima edizione del talent show Amici di Maria De Filippi e tre di questi (Solo, Cado giù e Inverno) sono stati inseriti anche nella raccolta Amici 10.
Nel disco è inoltre contenuta la reinterpretazione dal vivo di Mi sei scoppiato dentro al cuore, singolo di Mina pubblicato nel 1966. L'edizione digitale pubblicata sull'iTunes Store presenta inoltre una versione acustica di Diamante lei e luce lui come bonus track.
Per la promozione dell'album, sono stati estratti due singoli. Il primo, Diamante lei e luce lui, è stato scritto e composto da Roberto Casalino ed è stato pubblicato il 7 marzo 2011, venendo successivamente certificato disco d'oro dalla FIMI per le oltre 15 000 copie vendute. Il secondo singolo estratto è stato Giorno per giorno, scritto da Roberto Casalino e composto dallo stesso assieme a Niccolò Verrienti ed entrato in rotazione radiofonica dal 27 maggio 2011.

## Tracce
1. Giorno per giorno – 3:26 (testo: Roberto Casalino – musica: Roberto Casalino, Niccolò Verrienti)
2. Fuori – 3:41 (Federica Camba, Daniele Coro)
3. Cado giù – 3:38 (testo: Roberto Casalino – musica: Roberto Casalino, Dario Faini)
4. Inverno – 3:28 (Dario Faini)
5. Diamante lei e luce lui – 3:31 (Roberto Casalino)
6. Questo bellissimo gioco – 4:05 (Federica Camba, Daniele Coro)
7. Solo – 3:37 (Annalisa Scarrone)
8. Brividi – 3:42 (Federica Camba, Daniele Coro)
9. Mi sei scoppiato dentro al cuore (Live) – 3:08 (testo: Lina Wertmüller – musica: Bruno Canfora) – originariamente interpretata da Mina

Traccia bonus nell'edizione di iTunes
1. Diamante lei e luce lui (Unplugged) – 3:30 (Roberto Casalino)

## Formazione
- Annalisa – voce
- Stefano Luchi – batteria
- Pino Perris – tastiera
- Mario Guarini – basso
- Nicolò Fragile – tastiera, basso, programmazione
- Francesco Sighieri – chitarra
- Elio Rivagli – batteria
- Massimo Varini – chitarra acustica, chitarra elettrica
- Luca Trolli – batteria
- Mario Guarini – basso
- Davide Aru – chitarra
- Diego Corradin – batteria
- Pio Stefanini – tastiera
- Paolo Costa – basso
- Alfredo Golino – batteria
- Dado Parisini – tastiera, pianoforte
- Elisa Paganelli – cori

## Successo commerciale
A soli due giorni dalla pubblicazione, Nali ha debuttato alla quinta posizione della Classifica FIMI Album, raggiungendo la seconda come posizione massima sia nella terza sia nella quarta settimana di rilevamento. A distanza di quasi due mesi e mezzo, l'album è stato certificato disco di platino dalla FIMI per le oltre 60 000 copie vendute in Italia, motivo per cui la cantante ha ricevuto il Premio CD Platino ai Wind Music Awards 2011. Le vendite dell'album sono state supportate sia dal primo singolo Diamante lei e luce lui sia dal brano Questo bellissimo gioco, entrato nella Top Singoli per due settimane consecutive (la prima alla 12ª posizione, la seconda alla 5ª); quest'ultimo brano è inoltre rimasto nella classifica europea dei 200 singoli più venduti per due mesi e tre settimane, raggiungendo come posizione massima la 57ª.
Al termine del 2011, Nali risulta essere il 19º album più venduto in Italia secondo quanto riportato dalla FIMI. A ottobre 2012 l'album risulta aver superato le 80 000 copie vendute.

## Classifiche

### Classifiche settimanali
| Classifica (2011) | Posizione massima |
| ----------------- | ----------------- |
| Italia            | 2                 |

### Classifiche di fine anno
| Classifica (2011) | Posizione |
| ----------------- | --------- |
| Italia            | 19        |